# Platypalpus splendens
Platypalpus splendens är en tvåvingeart som beskrevs av Axel Leonard Melander 1927. Platypalpus splendens ingår i släktet Platypalpus och familjen puckeldansflugor.
Artens utbredningsområde är Colorado. Inga underarter finns listade i Catalogue of Life.